# Eugène Flandin

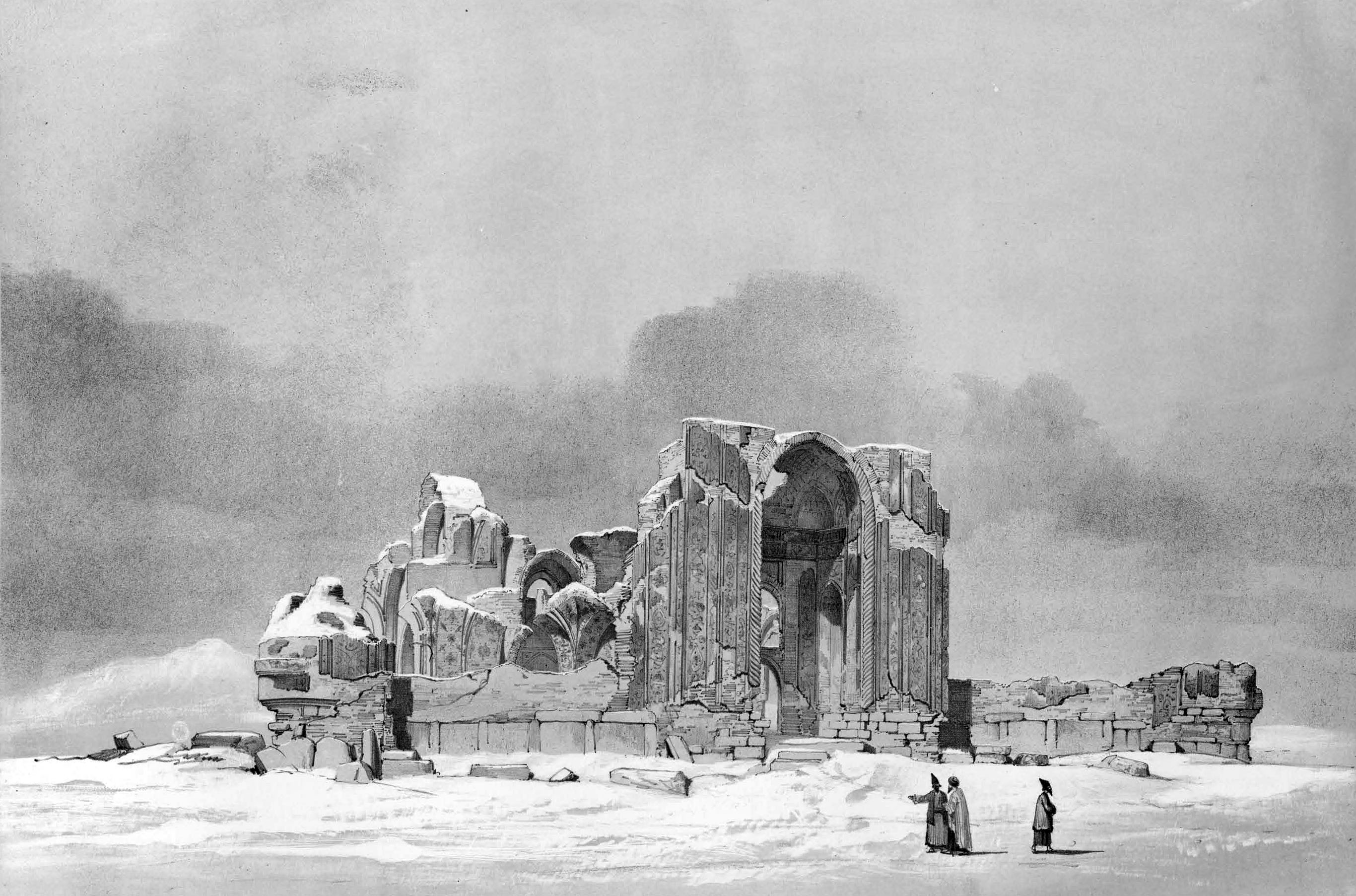
Ruinen efter Blå moskén, Tabriz, 1841

Jean-Baptiste Eugène Napoléon. Flandin, född 18 augusti 1809 i Neapel, död 29 september 1876 i Tours, var en fransk målare och tecknare.
Flandin besökte 1843–1844 Persien och Assyrien i sällskap med Paul Botta) samt gjorde sig känd genom teckningar till olika praktverk som Voyage en Perse (1843-1854), i förening med Pascal Coste), Monuments de Ninivé (1847-1850 med Botta) och L'Orient (1856-1864).